# Audytorium

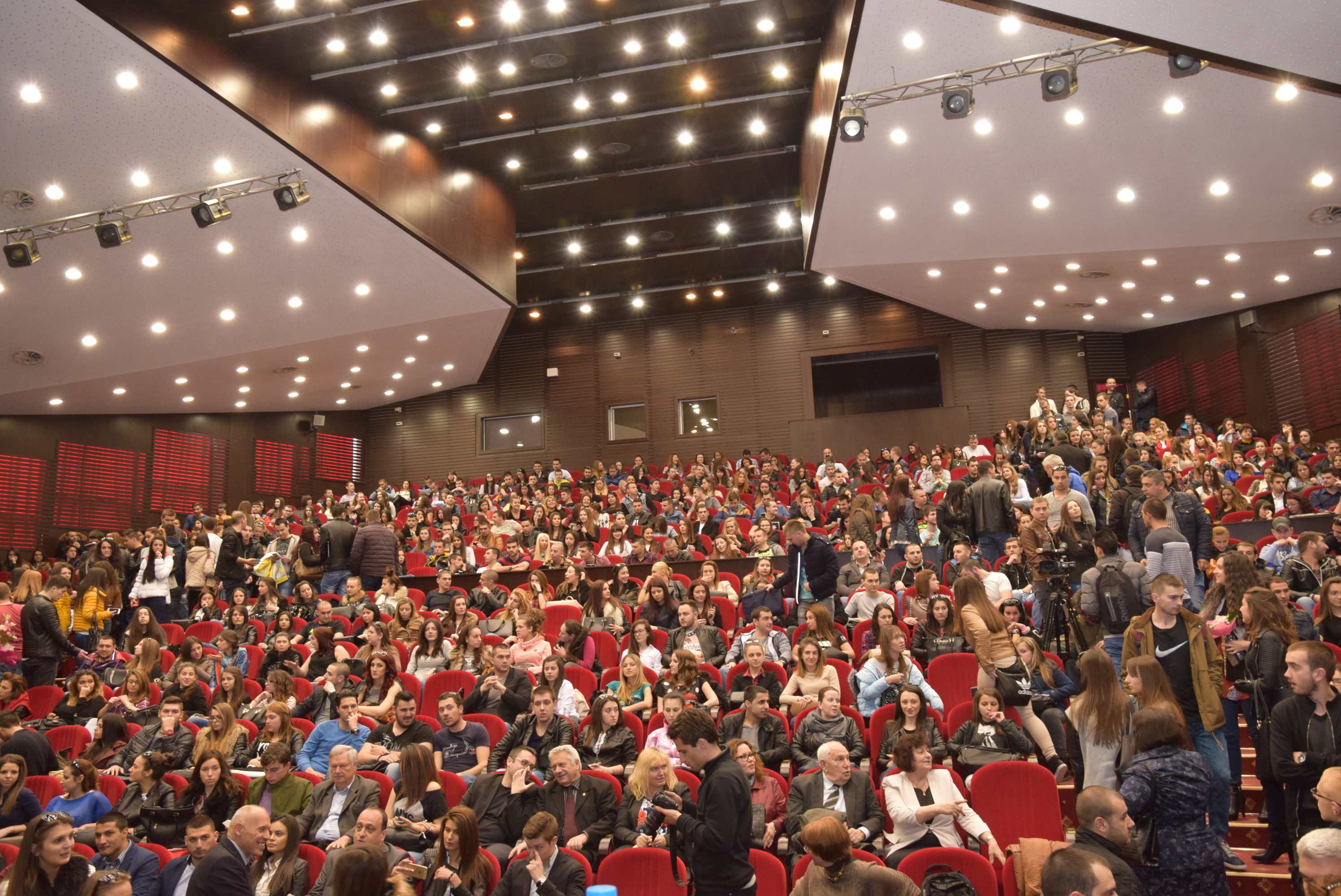
Maxima aula, uniwersytet w Sofii (2016)

Audytorium (łac. auditorium), sala wykładowa – sala wykładowa, odczytowa z zasady o amfiteatralnym układzie miejsc dla słuchaczy, lub ogół słuchaczy zgromadzonych na wykładzie, odczycie, koncercie.